# Carlo Pavesi
Carlo Pavesi, född 10 juni 1923 i Voghera, död 24 mars 1995 i Milano, var en italiensk fäktare.
Pavesi blev olympisk guldmedaljör i värja vid sommarspelen 1956 i Melbourne.